# Katherine Johnson
Katherine Coleman Goble Johnson (White Sulphur Springs, 26 de agosto de 1918 – Newport News, 24 de fevereiro de 2020) foi uma matemática, física e cientista espacial norte-americana.
Ela fez contribuições fundamentais para a aeronáutica e exploração espacial dos Estados Unidos, em especial em aplicações da computação na NASA. Conhecida pela precisão na navegação astronômica informatizada, seu trabalho de liderança técnica na NASA se estendeu por décadas onde ela calculava as trajetórias, janelas de lançamento e caminhos de retorno de emergência para muitos voos de Projeto Mercury, incluindo as primeiras missões da NASA de John Glenn, Alan Shepard, o voo da Apollo 11, em 1969, à Lua e trabalho contínuo por meio do programa dos ônibus espaciais e sobre os planos iniciais para a missão a Marte.
Em 2016, foi incluída na lista de cem mulheres mais inspiradoras e influentes pela BBC.

## Biografia
Katherine nasceu em 1918, em White Sulphur Springs, Virgínia Ocidental, condado de Greenbrier, filha de Joshua e Joylette Coleman. Uma entre cinco filhos, seu pai trabalhava como madeireiro, agricultor e carpinteiro no Hotel Greenbrier. Sua mãe era ex-professora. Muito cedo, Katherine mostrou talento para matemática e seus pais enfatizavam a importância da educação para os filhos. Como o condado de Greenbrier não oferecia escola para estudantes negros após a oitava série, as crianças da família foram para o ensino médio no condado de Kanawha, no chamado Instituto, onde hoje é a universidade de West Virginia. A família dividia seu tempo entre os estudos durante o ano e o verão em Sulphur Springs.
| “ | Eu contava tudo. Contava os passos na rua, os passos até a igreja, o número de pratos que eu tinha lavado. Tudo o que pudesse ser contado. | ” |

Katherine formou-se, no ensino médio, aos 14 anos. Aos 15 anos, ela iniciou os estudos na universidade, onde estudou em todos os cursos que ofereciam matemática. Vários professores apadrinharam-na, incluindo a matemática e química Angie Turner King, que a orientou durante o ensino médio e W.W. Schiefflin Claytor, o terceiro negro a receber um doutorado em matemática no país, que chegou a criar novos cursos de matemática especialmente para Katherine. Ela se formou em 1937, com notas máximas em matemática e francês, aos 18 anos. Depois da formatura, ela se mudou para Marion, Virginia, para ensinar matemática, francês e música em uma escola de ensino infantil.
Em 1939, Katherine se tornaria a primeira negra a se dissociar da graduação na Universidade da Virgínia Ocidental, em Morgantown e a única mulher entre três estudantes negros selecionados a integrar a graduação depois da decisão da Suprema Corte dos Estados Unidos, que decidiu separar as escolas e universidades para negros e brancos. As universidades estaduais seriam instituições para brancos e a universidade Lincoln deveria criar cursos para atender a negros. Caso não houvesse cursos, outras universidades deveriam atender aos alunos.

## Carreira

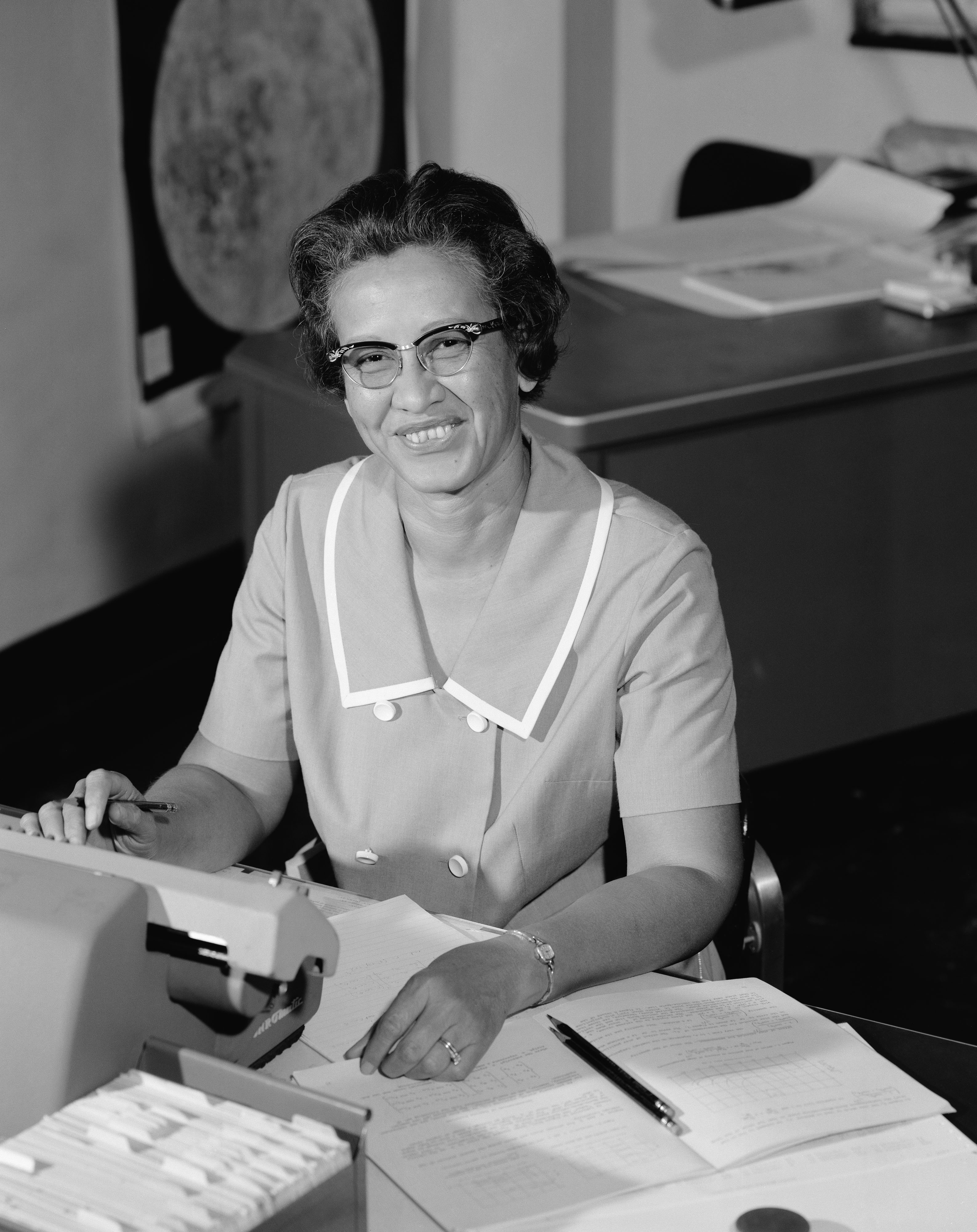
Katherine na NASA em 1966

Katherine optou pela matemática, com interesse em pesquisa na área, um caminho com muitas portas fechadas para negras na época. Os primeiros empregos que conseguiu eram para lecionar. Em uma reunião de família, um parente mencionou que a NACA, que viria a se tornar a NASA, estava com processo seletivo aberto para mulheres, em especial negras, para seu departamento de navegação. Katherine inscreveu-se em 1953 e foi imediatamente aceita no novo time da NASA.
Segundo um arquivo oral do Projeto de Líderes Nacionais Visionários:
| “ | Primeiro ela trabalhou em um departamento feminino que fazia cálculos matemáticos. Katherine se referia às mulheres do departamento como "computadoras de saias". Seu principal trabalho era ler os dados das caixas-pretas de aviões e realizar outras tarefas matemáticas precisas. Então, um dia, Katherine (e uma colega) foram temporariamente designadas para ajudar uma equipe de pesquisa de voo toda ela composta por homens. O conhecimento de Katherine em geometria analítica lhe fez conquistar a confiança dos colegas e chefes homens, a ponto de esquecerem de devolvê-la para seu antigo setor. Embora as barreiras de raça e gênero estivessem sempre ali, Katherine as ignorou. Ela era assertiva, pedindo para entrar nas reuniões editoriais (onde nenhuma mulher esteve antes). Ela simplesmente dizia às pessoas que tinha feito seu trabalho e que ela pertencia ao lugar. | ” |

De 1953 a 1958 ela trabalhou como computadora, fazendo análises para tópicos como a redução da rajada para as aeronaves. Originalmente designada para a seção da West Area Computers, onde era supervisionada por Dorothy Vaughan, Katherine foi redesignada para a Divisão de Controle e Orientação da Divisão de Pesquisa de Voo. Porém, Katherine e as outras mulheres negras da divisão de computação eram conhecidas como "computadoras de cor" e sujeitadas à segregação, trabalhando, comendo e usando banheiros separados de seus colegas brancos até que essa divisão segregada fosse terminada em 1958. De 1958, até sua aposentadoria em 1986, ela trabalhou como técnica aeroespacial. Katherine ainda trabalhou para a seção de Controles aeroespaciais, onde calculou a trajetória de voo de Alan Shepard, o primeiro norte-americano no espaço, em 1959. Calculou também a janela de lançamento do Projeto Mercury, em 1961. Katherine plotou cartas de navegação, orientando naves pelas estrelas em caso de falha eletrônica e, em 1962, verificou os primeiros cálculos de computador da órbita de John Glenn ao redor da Terra. Glenn pediu por ela pessoalmente para verificar os números de seu computador de bordo e se recusou a voar até que ela fizesse a verificação.
Em seguida, Katherine trabalhou com computadores digitais, tais como os conhecemos hoje. Sua habilidade e reputação por precisão em cálculos deu confiança aos colegas para trabalhar com a nova tecnologia. Ela calculou a trajetória da missão Apollo 11, em 1969. Durante o pouso, Katherine estava em uma reunião nas montanhas Pocono, ao redor da televisão junto de várias outras pessoas, assistindo aos primeiros passos na Lua. Em 1970, ela trabalhou na missão da Apollo 13. Assim que a missão foi abortada, Katherine trabalhou nos procedimentos de backup e nas cartas que auxiliaram o retorno em segurança dos astronautas para a Terra, quatro dias depois. Mais tarde, Katherine ainda trabalharia no programa dos ônibus espaciais, nos satélites de observação terrestres e na futura missão a Marte.

## Legado

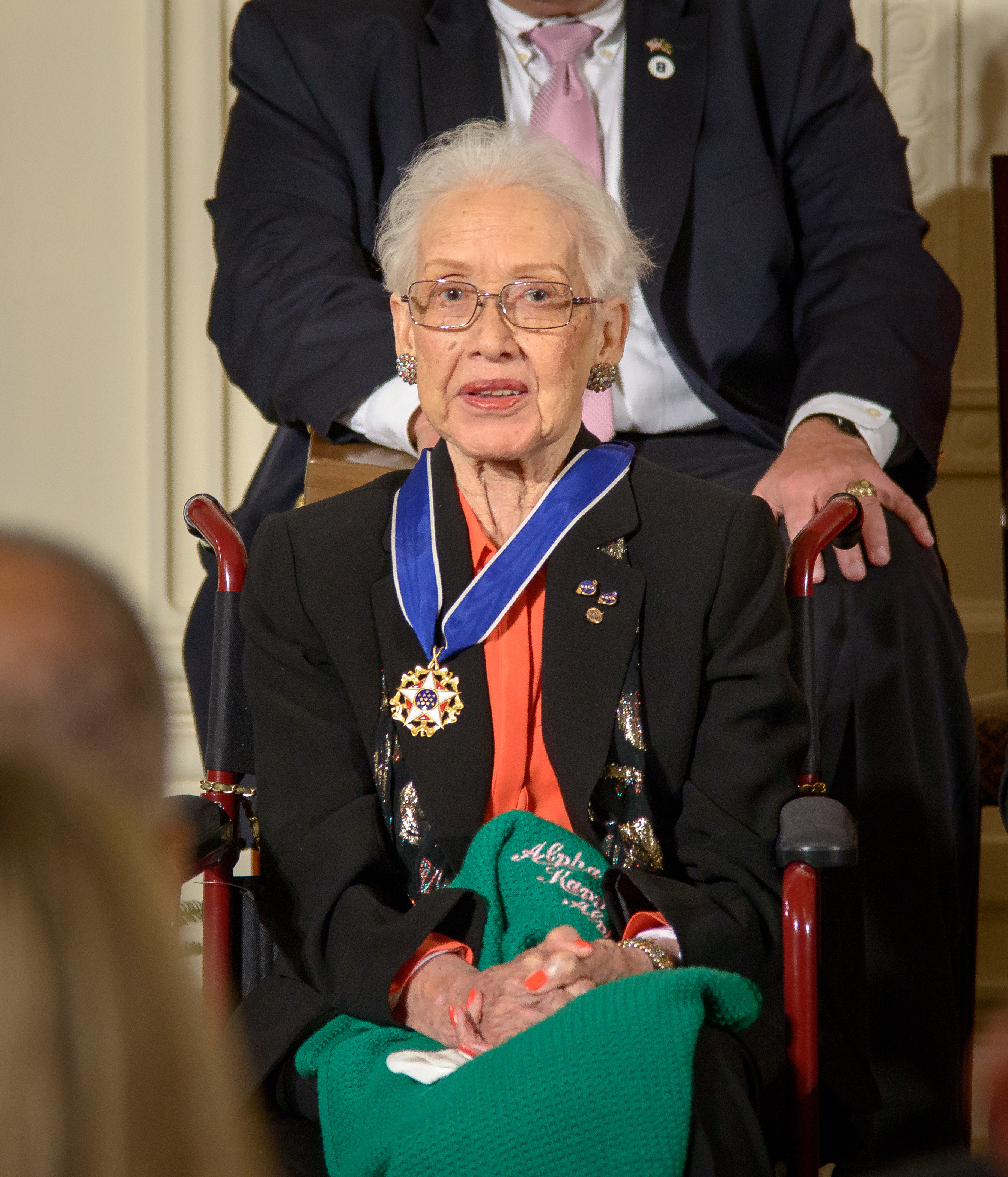
Sendo premiada com a Medalha Presidencial da Liberdade em 2015

Katherine foi coautora de 26 artigos científicos. A NASA mantém uma lista de artigos mais significativos de Johnson com links para sua ferramenta de busca de arquivo para encontrar outros. O impacto de seu legado pioneira para a ciência espacial e computação lhe rendeu diversas honrarias e medalhas, além de servir como modelo para outras estudantes. Desde 1979, antes de se aposentar da NASA, sua biografia tem lugar de destaque entre a lista de negros pioneiros em ciência e tecnologia.
Em 24 de novembro de 2015, o presidente Barack Obama incluiu Katherine na exclusiva lista de dezessete estadunidenses que receberam a Medalha Presidencial da Liberdade e seu nome foi citado como exemplo pioneiro de mulheres negras na ciência, tecnologia, engenharia e matemática.
Em março de 2016, começaram as finalizações do filme Hidden Figures, que foi lançado em 2017, sobre três cientistas negras da NASA que calcularam as trajetórias de voo do Projeto Mercury e do Apollo 11 nos anos 1960. O filme é baseado no livro de Margot Lee Shetterly que documentou as carreiras e as contribuições de Katherine Johnson, Dorothy Vaughan e Mary Jackson. Katherine é interpretada pela atriz indicada ao Oscar Taraji P. Henson.
Em 5 de maio de 2016, a nova Instalação Katherine G. Johnson de Pesquisa em Computação foi formalmente dedicada pela agência no Centro Langley de Pesquisa, em Hampton, Virginia, no aniversário de 55 anos do voo histórico de Alan Shepard em seu foguete, que Katherine tornou possível.

## Vida pessoal
Em 1939, ela se casou com James Francis Goble e constituíram família. O casal teve três filhas: Constance, Joylette, e Katherine. Em 1956, James morreu devido a um tumor inoperável no cérebro. Em 1959, Katherine se casou com o tenente-coronel James A. Johnson e continuou sua carreira na NASA. Katherine cantou no coro da igreja presbiteriana Carver por cinquenta anos e era membro da sororidade Alpha Kappa Alpha. Katherine teve seis netos e quatro bisnetos e vivia em Hampton, Virginia. Ela continuou a encorajar estudantes a perseguir suas carreiras em ciência e tecnologia.

### Na cultura popular
Hidden Figures, um filme sobre sua figura e seus colegas afro-americanos da NASA, foi baseado no livro de não ficção de mesmo nome de Margot Lee Shetterly, lançado em janeiro de 2017. O filme conta a história de Johnson e outras matemáticas afro-americanos (Mary Jackson e Dorothy Vaughan) que trabalharam na NASA. A atriz Taraji P. Henson interpreta Johnson no filme. Ela esteve presente na cerimônia do Oscar de 2017 ao lado das atrizes do filme e foi aplaudida de pé pelo público. Em uma entrevista anterior, Katherine fez o seguinte comentário sobre o filme: "Foi bem-feito. Os três protagonistas fizeram um excelente trabalho nos retratando". 
Em um episódio de 2016 da série Timeless da NBC, intitulado Space Race, Nadine Ellis desempenha o papel de matemática. 
A escritora científica Maia Weinstock desenvolveu um protótipo de Lego feminino para a NASA em 2016 e apresentou Johnson, embora ela tenha se recusado a ter sua imagem impressa no produto final. A Mattel anunciou uma boneca Barbie parecida com Johnson com um cartão de identificação da NASA em 2018.
Em 6 de novembro de 2020, um satélite com o seu nome (ÑuSat 15 ou "Katherine", COSPAR 2020-079G) foi lançado ao espaço. Em fevereiro de 2021, a Northrop Grumman nomeou sua espaçonave Cygnus NG-15, que fornecia a Estação Espacial Internacional, "SS Katherine Johnson" em sua homenagem.

## Últimos anos e morte
Ele passou seus últimos anos incentivando os alunos a entrar nas áreas de ciência, tecnologia, engenharia e matemática (STEM). A família morou em Newport News, Virgínia, desde 1953, primeiro com Johan Goble até sua morte em 1956 e desde 1959 com James Johnson. Seu casamento com Johnson durou 60 anos, até sua morte em março de 2019, aos 93 anos de idade Katherine, que tinha seis netos e onze bisnetos, morava em Hampton, Virgínia. Ela incentivou seus netos e alunos a seguirem carreiras profissionais em ciência e tecnologia. Ele participou do mesmo coro da Igreja Presbiteriana Carver por 50 anos.
Ela faleceu em um lar de idosos em Newport News em 24 de fevereiro de 2020, com 101 anos de idade. Após sua morte, o administrador da NASA Jim Bridenstine a descreveu como "uma heroína americana" e declarou que "seu legado pioneiro nunca será esquecido ".

## Resumo de trabalhos
- 1936–1952 - professora rural na Virgínia e em West Virginia, nos ensinos infantil e médio;
- 1952–1953 - professora substituta de matemática em escolas públicas em Newport News, Virgínia;
- 1953–1958 - matemática no Centro Langley de Pesquisa, em Hampton, Virginia, com a NACA;
- 1958–1986 - técnica aeroespacial no Centro Langley de Pesquisa, em Hampton, Virginia, com a NASA.

## Educação
- 1932 – West Virginia State High School, ensino médio;
- 1937 – West Virginia University, graduação em Matemática e Francês;
- 1940 – West Virginia University, graduação no programa de Matemática.

## Prêmios e honrarias
- 2015 - Medalha Presidencial da Liberdade;[34]
- 2010 - Doutorado honorário em ciência pela Old Dominion University, Norfolk, Virginia;
- 2006 - Doutorado honorário em ciência pelo Capitol College, Laurel, Maryland;[13][35]
- 1999 - West Virginia State College - aluno excelente do ano;[13][36]
- 1998 - Doutorado honorário em direito do SUNY Farmingdale;[13][36]
- 1986 - NASA - Centro Langley de Pesquisa - Special Achievement award[37]
- 1985 - NASA - Centro Langley de Pesquisa - Special Achievement award[37]
- 1984 - NASA - Centro Langley de Pesquisa - Special Achievement award[37]
- 1980 - NASA - Centro Langley de Pesquisa - Special Achievement award[37]
- 1971 - NASA - Centro Langley de Pesquisa - Center Special Achievement award[37]
- 1967 - Prêmio do Grupo Apollo, que inclui as 300 bandeiras que voaram junto da Apollo 11;[13]
- 1967 - NASA - Prêmio em Equipe do Lunar Orbiter Spacecraft and Operations - por trabalho pioneiro na resolução de problemas de navegação de cinco espaçonaves que circundaram e mapearam a lua na preparação para o Programa Apollo[13]